# 中久木大力
中久木 大力（なかくき ひろちか、1986年12月26日 - ）は、三重テレビ放送のアナウンサー。大阪府吹田市出身。摂陵高等学校、立命館大学卒業。

## 来歴
大学卒業後、2010年4月1日に三重テレビ入社。現在は三重テレビ ワイドニュースなどのニュース番組を担当。とってもワクドキ!や年越し番組などの中継リポーターも務めている。
趣味は欧州サッカーなどのサッカー観戦で、サッカー実況がしたいという思いからアナウンサーを目指したと話しており、現在は高校野球三重大会などのスポーツ中継の実況も担当している。

## 現在の担当番組
- Mieライブ
  - 開始 - 2021年3月23日、2021年7月5日 - ：月・火曜担当
  - 2021年3月29日 - 2021年6月30日：月‐水曜担当
- 三重テレビニュースウィズ（2015年4月1日 - ）
- 夏の高校野球三重大会等のスポーツ中継

## 過去の担当番組
- とってもワクドキ!などの番組中継リポーター